# 주의 집중
정신분석학에서 주의 집중(注意集中, cathexis)은 정신 에너지를 사람, 물체, 아이디어에 할당하는 과정으로 정의된다.
프로이트는 주의 집중을 리비도의 할당으로 정의했으며 예를 들어 어떻게 몽상적 생각이 각기 다른 양의 정동으로 채워질 수 있는가를 지적하였다. 주의 집중은 긍정적일 수도, 부정적일 수도 있다.

## 같이 보기
- 집중력